# 2023년 키움 히어로즈 시즌
2023년 키움 히어로즈 시즌은 키움 히어로즈가 KBO 리그에 참가한 5번째 시즌으로, 우리 히어로즈, 서울 히어로즈, 넥센 히어로즈 시절까지 합하면 16번째 시즌이다. 홍원기 감독이 팀을 이끈 3번째 시즌으로, 이정후가 주장을 맡다가 이용규가 시즌 중 임시 주장을 맡았다. 팀은 승률 0.411로 2011년 이후 가장 낮은 승률에 머물렀고 10팀 중 정규시즌 10위에 그쳐 2017년 이후 6년 만에 포스트시즌 진출에 실패했는데 잦은 부상자 속출, 에이스 최원태의 시즌 중  LG 이적, 외국인 에이스 요키시의 부상으로 인한 시즌 도중 퇴출, 간판타자 이정후가 갑작스런 부상 때문에 시즌아웃당한 것 등 여러가지 악재가 겹친 것이  컸다.(시즌 성적으론 59승 83패로 12년만에 최하위 기록)

## 타이틀
- 항저우 아시안 게임 금메달: 이정후, 김동헌, 김혜성
- 아시아 프로야구 챔피언십 은메달: 김동헌, 김혜성, 김휘집
- 월드 베이스볼 클래식 국가대표: 이지영, 김혜성, 이정후
- BA 유망주 랭킹: 이정후 (4위), 김혜성 (9위)
- 아시아 야구 선수권 대회 동메달: 김동혁
- KBO 골든글러브: 김혜성 (2루수)
- KBO 페어플레이상: 김혜성
- 조아제약 프로야구대상 헤파토스상: 김혜성
- 리얼글러브: 김혜성 (2루수)
- 업비트 위클리 베스트 라인업 결산: 김혜성 (2루수)
- 한국갤럽 선정 가장 좋아하는 한국인 야구선수 1위: 이정후
- 올스타 선발: 김혜성 (2루수), 이정후 (외야수 1위)
- 올스타전 추천선수: 안우진, 김재웅, 임창민, 이지영
- 완투: 정찬헌 (1)
- 어시스트: 김혜성 (374)

### 퓨처스리그
- 리얼글러브 퓨처스리그: 박찬혁, 주성원, 김동욱
- 퓨처스 올스타: 윤석원, 이종민, 양경식, 박찬혁, 주성원
- 북부리그 도루: 이세호 (16)

## 선수단
- 선발투수: 후라도, 안우진, 최원태, 정찬헌, 요키시, 장재영, 맥키니
- 구원투수: 김재웅, 김성진, 조영건, 이명종, 윤정현, 이승호, 김준형, 양지율, 문성현, 박승주, 이영준, 김태훈, 변시원, 김동규, 원종현, 주승우, 윤석원, 이종민, 하영민, 김동혁, 양현
- 마무리투수: 임창민, 홍성민, 오상원, 김선기
- 포수: 김동헌, 이지영, 김시앙, 김재현
- 1루수: 임지열, 이병규, 김수환, 전병우, 김건희, 김웅빈, 이원석
- 2루수: 김혜성, 김병휘
- 유격수: 김휘집, 러셀, 이승원, 신준우, 김주형
- 3루수: 송성문, 김태진
- 좌익수: 예진원, 김준완, 이용규, 박찬혁, 박주홍
- 중견수: 이정후, 이주형, 도슨
- 우익수: 박수종, 임병욱, 이형종, 송재선, 박준태, 주성원
- 지명타자: -[2]

## 여담
- 홍성민은 2015년 이후 KBO 시범 경기 사상 처음으로 단일 시즌 피OPS 4.000을 기록한 선수가 되었다.
- 이정후는 올스타에 최다 득표로 선발되어 앞서 1994년에 올스타에 최다 득표로 선발된 아버지 이종범과 함께 KBO 리그 사상 최초로 부자가 나란히 올스타 최다 득표를 기록하게 되었다.
- 변시원은 후반기 9이닝 당 81개의 볼넷을 허용하여 2013년 이후 KBO 리그 단일 시즌 후반기 최다 기록을 세웠다.
- 원종현은 커브 평균 149km/h로 2013년 이후 KBO 리그 역대 단일 시즌 최고 기록을 세웠다.
- 김혜성은 우중간 안타 46개로 2013년 이후 단일 시즌 최다 기록을 세웠다.
- 이원석은 구단 사상 단일 시즌 최저 WAR(-1.90)을 기록했다.
- 김동규는 이 시즌까지 통산 홈스틸 1개를 허용하여 KBO 리그 역대 10대 투수 최다 기록을 세웠다.
- 김동헌은 이 시즌까지 통산 포일 7개, 도루 저지 21개, 도루 허용 52개로 2013년 이후 KBO 리그 10대 포수 최다 기록을 세웠다.
- 김동헌은 이 시즌 100경기에서 수비를 소화하여 KBO 리그 역대 10대 포수 단일 시즌 최다 기록을 세웠다.

## 같이 보기
- 2024년 키움 히어로즈 시즌